# Сан-Пьетро-Кларенца
Сан-Пьетро-Кларенца (итал. San Pietro Clarenza) — коммуна в Италии, располагается в регионе Сицилия, подчиняется административному центру Катания.
Население составляет 5858 человек, плотность населения составляет 976 чел./км². Занимает площадь 6 км². Почтовый индекс — 95030. Телефонный код — 095.
В коммуне почитаемы Пресвятая Богородица (Madonna delle Grazie), святая Екатерина, дева и мученица, празднование 25 октября, святой Иосиф и святой Гаэтано.